# Ледена епоха 5: Големият сблъсък
„Ледена епоха 5: Големият сблъсък“ (на английски: Ice Age: Collision Course) е американска компютърна анимация от 2016 г., продуциран от Blue Sky Studios и разпространен от 20th Century Fox. Това е петата част от поредицата „Ледена епоха“ и продължение на „Ледена епоха 4: Континентален дрейф“ (2012). Филмът е режисиран от Майк Търмейър по сценарий на Майкъл Джей Уилсън, Майкъл Бърг и Йони Уилсън. Озвучаващия състав се състои от Рей Романо, Джон Легуизамо, Денис Лиъри, Куин Латифа, Шон Уилям Скот, Джош Пек, Дженифър Лопес, Саймън Пег, Джеси Тайлър Фъргюсън, Адам Дивайн, Ник Офърман, Макс Грийнфийлд, Стефани Беатрис, Мелиса Роуч, Джеси Джи и Нийл деГрас Тайсън.
Премиерата на филма е на Филмовия фестивал в Сидни на 19 юни 2016 г. и излиза по кината в САЩ на 22 юли 2016 г.

## Актьорски състав
- Рей Романо – Мани, мамут и главен водач на „Стадото“
- Джон Легуизамо – Сид, ленивец и втори водач на „Стадото“
- Денис Лиъри – Диего, саблезъб тигър и трети водач на „Стадото“
- Адам Дивайн – Джулиан, мамут и годеник на Прасковка
- Джеси Тайлър Фъргюсън – Шангри Лама
- Макс Грийнфийлд – Роджър
- Джеси Джи – Брук
- Ник Офърман – Гавин
- Кики Палмър – Прасковка, дъщерята на Мани и Ели
- Шон Уилям Скот и Джош Пек – Краш и Еди, две опосуми и братя на Ели
- Саймън Пег – Бък
- Уанда Сайкс – Баба
- Дженифър Лопес – Шира
- Куин Латифа – Ели
- Стефани Беатрис – Гърти
- Нийл деГрас Тайсън – Нийл деБък Невестулката
- Лили Сингх – Бъбълс и Мисти
- Майкъл Стратън – Теди, безстрашен заек
- Мелиса Роуч – Франсин
- Крис Уедж – Скрат